# Beberbach (Humme)
Der Beberbach ist ein 10,387 km langer Bach hauptsächlich im Landkreis Hameln-Pyrmont in Niedersachsen. Er ist ein linker Nebenfluss der Humme, die wiederum ein linker Nebenfluss der Weser ist.
Der Beberbach hat seine Quelle in Nordrhein-Westfalen auf dem Gebiet von Bösingfeld, einem Ortsteil der Gemeinde Extertal im Kreis Lippe. Der Bach fließt von dort in östlicher Richtung und auf niedersächsischem Gebiet durch Grupenhagen, das Rittergut Schwöbber und Königsförde und mündet in Selxen, nordöstlich von Aerzen, in die Humme.
Im Bereich des Zusammenflusses von Beberbach und Humme liegt das Naturschutzgebiet Beberbach-Humme-Niederung.